# Актуарна математика
Актуарна математика — напрям у математиці, який вивчає питання, пов'язані з оцінкою ризиків у різних сферах людської діяльності. Сфера інтересів актуарної математики перетинається з теорією міри, теорією ризиків, теорією ймовірностей та математичною статистикою, фінансовою математикою тощо.

## Актуарна математика включає
Актуарна математика включає: принципи побудови та аналізу актуарних моделей; основні числові характеристики фінансових операцій, що використовуються у страхуванні; методи аналітичної оцінки результатів діяльності та прогнозування розвитку страхової компанії. Фундаментальну основу спеціальності актуарна математика складають наступні курси: теорія ймовірностей та математична статистика, теорії випадкових процесів, стохастичний аналіз, теорія вибору та прийняття рішень, вибіркові обстеження, комп'ютерна статистика, регресійний аналіз, часові ряди, моделювання випадкових процесів, фінансова математика.

## Актуарна математика навчає
Актуарна математика навчає будувати та досліджувати конкретні актуарні моделі; практично застосовувати методики проведення страхових розрахунків; проводити аналітичну оцінку результатів діяльності страхової компанії та складати прогноз її розвитку. Актуарна математика виконує розрахунки у страхуванні життя, в загальних видах страхування — відповідальності власників транспортних засобів, майнового страхування, страхування здоров'я виїжджаючих за кордон .